# Murchad mac Flaithbertaigh
Murchad mac Flaithbertaigh (mort en 767) est un Chef du Cenél Conaill des Uí Néill du Nord dans l'actuel comté de Donegal. Il est le fils de l'Ard ri Erenn Flaithbertach († 765) qui abdique en 734 et se retire dans le monastère d'Armagh.

## Règne
Murchad succède à son frère Loingsech mac Flaithbertaigh (†  754) comme Chef du Cenél Conaill. Leur frère Áed Muindearg (†   747) avait été reconnu « Rí In Tuisceart  » c'est-à-dire : « Roi du Nord » comme représentant de l'Ard ri Domnall Midi (†  763) due Clan Cholmáin des Ui Neill du Sud.  Toutefois ni Loingsech ni Murchad ne reçurent la succession de ce titre et furent seulement désigné que comme Roi du Cenél Conaill dans les entrées relative à leurs obiits dans les annales. Pendant le règne de Murchad le clan rival du Cenél nEógain s'empare en 763 de la fonction d'Ard ri en la personne de Niall Frossach (†  778). Les annales relèvent que  Murchad est tué en  767 sans en préciser les circonstances.

## Succession
Il a comme successeur son neveu Domnall mac Áeda Muindeirg mais son fils Máel Bresail mac Murchada (†  819) sera ultérieurement roi du Cenél Conaill et ils seront les ancêtres des Ua Maoldoraidh

### Source
- (en) T.M. Charles-Edwards, Early Christian Ireland, Cambridge, Cambridge University Press, 2000, 707 p. (ISBN 0-521-36395-0, lire en ligne)